# Carl Gottfried Neumann
Carl Gottfried Neumann (gyakori névváltozata Karl Gottfried Neumann; Königsberg, Porosz Királyság, 1832. május 7. – Lipcse, 1925. március 27.) német matematikus. A matematikai fizika nagy hatású, úttörő egyéniségei között tartják számon. Karl Gottfried Hagen kémikus unokája, Franz Ernst Neumann fizikus-mineralógus fia volt.

## Élete
Königsbergben (ma Kalinyingrád, Oroszország) született polgári családban, Franz Ernst Neumann és Luise Florentine Hagen gyermekeként. Születésekor apja, az Európa-szerte híres természettudós már hat éve tanított a város egyetemén, mint a fizika és az ásványtan professzora. Az ifjú Carl Gottfried alap- és középiskoláit szülővárosában végezte el. Ezt követően beiratkozott a Königsbergi Egyetemre, ahol tevékenyen részt vett az apja és Carl Gustav Jacob Jacobi által vezetett matematika-fizika szeminárium munkájában. Az egyetemi évek alatt életre szóló barátságot kötött tanáraival, későbbi kollégáival, Friedrich Julius Richelot-val és Ludwig Otto Hessével. Doktorátusát matematikából 1855-ben szerezte meg.
1858-ban felkérést kapott a hallei egyetem matematikai magántanári állásának betöltésére. 1863-ban tanársegédi címet kapott, de még ugyanabban az évben a bázeli, két újabb év elteltével, 1865-ben pedig a tübingeni egyetem matematikai tanszékén vállalt állást. 1868 őszétől meghívták a Lipcsei Egyetemre, ahol 1911. évi visszavonulásáig dolgozott mint matematikaprofesszor. A berlini székhelyű Porosz Tudományos Akadémia tagja volt.
A mindvégig visszavonult életet élő Neumann 1864-ben vette nőül Hermine Mathilde Elise Klosst. 1875-ben felesége meghalt, de a fiatalon megözvegyült, gyermektelen matematikaprofesszor nem házasodott újra.

## Életműve
Neumannban az utókor a matematikai fizika egyik klasszikus alakját tiszteli. Elsősorban potenciálelmélettel foglalkozott, többek között nevéhez fűződik a logaritmikus potenciál fogalmának 1870-es évekbeli bevezetése. Emellett vizsgálta a határérték fogalmát, a Riemann-felületek differenciálgeometriáját, a Dirichlet-függvényt, kidolgozta a mértani sor általánosítását, a később róla elnevezett Neumann-sorokat. Elméleti kutatásaival hozzájárult az integrálegyenletek alkalmazási körének szélesítéséhez.
Neumann pedagógusként is nagy hírnevet vívott ki magának, évtizedeken keresztül adta át tudását a jövő nemzedékek matematikatanárainak. Lipcsére kerülése évében, 1868-ban alapította meg a Mathematische Annalen című szakfolyóiratot, amelynek később egyik szerkesztője volt.

### Főbb művei
- Das Dirischlet’sche Princip in seiner Anwendung auf die Reimann’schen Flächen, Leipzig, Teubner, 1865.
- Theorie der Bessel’schen Functionen. Ein Analogon zur Theorie der Kugelfunctionen, Leipzig, Teubner, 1867.
- Vorlesungen über die mechanische Theorie der Wärme, Leipzig, Teubner, 1875.
- Ueber die nach Kreis-, Kugel- und Cylinder-Functionen, fortschreitenden Entwicklungen, Leipzig, Teubner, 1881.
- Vorlesungen über Riemann’s Theorie der Abel’schen Integrale, Leipzig, Teubner, 1884.
- Beiträge zu einzelnen Theilen der mathematischen Physik, insbesondere zur Elektrodynamik und Hydrodynamik, Elektrostatik und magnetischen Induction, Leipzig, Teubner, 1893.